# Maurizio Silvi
Maurizio Silvi (Albano Laziale, 15 maggio 1949 – Roma, 24 maggio 2022) è stato un truccatore italiano.

## Biografia
Intraprende la carriera agli inizi degli anni settanta, lavorando sia col cinema italiano che internazionale. Nel 2002 viene candidato al premio Oscar per Moulin Rouge!.

## Filmografia

### Cinema
- Arrivano Joe e Margherito, regia di Giuseppe Colizzi (1974)
- Tesoromio, regia di Giulio Paradisi (1979)
- Vreme, vodi, regia di Branko Gapo (1980)
- Estigma, regia di José Ramón Larraz (1980)
- Attila flagello di Dio, regia di Castellano e Pipolo (1982)
- Salomè, regia di Claude d'Anna (1986)
- Il nome della rosa (The Name of the Rose), regia di Jean-Jacques Annaud (1986)
- Le foto di Gioia, regia di Lamberto Bava (1987)
- Cronaca di una morte annunciata, regia di Francesco Rosi (1987)
- L'ultima tentazione di Cristo (The Last Temptation of Christ), regia di Martin Scorsese (1988)
- L'estate stregata (Haunted Summer), regia di Ivan Passer (1988)
- Amleto (Hamlet), regia di Franco Zeffirelli (1990)
- Pacco, doppio pacco e contropaccotto, regia di Nanni Loy (1993)
- Diario di un vizio, regia di Marco Ferreri (1993)
- Cliffhanger - L'ultima sfida (Cliffhanger), regia di Renny Harlin (1993)
- Genesi: La creazione e il diluvio, regia di Ermanno Olmi (1994)
- Dragonheart, regia di Rob Cohen (1996)
- Romeo + Giulietta di William Shakespeare (William Shakespeare's Romeo + Juliet), regia di Baz Luhrmann (1996)
- Una notte per decidere (Up at the Villa), regia di Philip Haas (2000)
- U-571, regia di Jonathan Mostow (2000)
- Moulin Rouge!, regia di Baz Luhrmann (2001)
- Il trionfo dell'amore (The Triumph of Love), regia di Clare Peploe (2001)
- Pinocchio, regia di Roberto Benigni (2002)
- Gangs of New York, regia di Martin Scorsese (2002)
- Sotto il sole della Toscana (Under the Tuscan Sun), regia di Audrey Wells (2003)
- Non ti muovere, regia di Sergio Castellitto (2004)
- Hannibal Lecter - Le origini del male (Hannibal Rising), regia di Peter Webber (2007)
- Australia, regia di Baz Luhrmann (2008)
- Nine, regia di Rob Marshall (2009)
- The Tourist, regia di Florian Henckel von Donnersmarck (2010)
- Il grande Gatsby (The Great Gatsby), regia di Baz Luhrmann (2013)
- La grande bellezza, regia di Paolo Sorrentino (2013)
- Third Person, regia di Paul Haggis (2013)
- Il giovane favoloso, regia di Mario Martone (2014)
- The Dream, cortometraggio, regia di Paolo Sorrentino (2014)
- Youth - La giovinezza (Youth), regia di Paolo Sorrentino (2015)
- Zoolander 2, regia di Ben Stiller (2016)
- Killer in Red, cortometraggio, regia di Paolo Sorrentino (2017)
- Loro 1, regia di Paolo Sorrentino (2018)
- Loro 2, regia di Paolo Sorrentino (2018)
- Opera senza autore (Werk ohne Autor), regia di Florian Henckel von Donnersmarck (2018)
- L'ultimo paradiso, regia di Rocco Ricciardulli (2021)

### Televisione
- Disperatamente Giulia - miniserie TV, 6 episodi (1989)
- Una storia italiana - film TV (1993)
- Giacobbe (Jacob) - film TV (1994)
- Giuseppe (Joseph) - miniserie TV (1995)
- Mosè (Moses) - miniserie TV (1995)
- Il settimo papiro (The Seventh Scroll) - miniserie TV, 3 episodi (1999)
- Submerged - Inabissati (Submerged) - film TV (2001)
- La mia casa in Umbria (My House in Umbria) - film TV (2003)
- Roma - serie TV, 18 episodi (2005-2007)

## Premi e riconoscimenti

### Premio Oscar
- 2002 – Candidatura al miglior trucco per Moulin Rouge!

### BAFTA
- 2002 – Candidatura al miglior trucco per Moulin Rouge!
- 2008 – Candidatura al miglior trucco per Roma (Rome)
- 2014 – Candidatura al miglior trucco per Il grande Gatsby (The Great Gatsby)

### David di Donatello
- 2014 – Miglior truccatore per La grande bellezza
- 2015 – Miglior truccatore per Il giovane favoloso
- 2016 – Candidatura al miglior truccatore per Youth - La giovinezza (Youth)